# Dương Quang Dược
Dương Quang Dược (tiếng Trung: 杨光跃; sinh năm 1961) là Thiếu tướng Lực lượng Cảnh sát Vũ trang Nhân dân Trung Quốc (PAP). Ông hiện là Ủy viên dự khuyết Ban Chấp hành Trung ương Đảng Cộng sản Trung Quốc khóa XIX, Ủy viên Thường vụ Đảng ủy Lực lượng Cảnh sát Vũ trang Nhân dân Trung Quốc, Phó Tư lệnh Lực lượng Cảnh sát Vũ trang Nhân dân Trung Quốc.

## Tiểu sử

### Thân thế
Dương Quang Dược là người Nạp Tây sinh năm 1961 người Lệ Giang, tỉnh Vân Nam.

### Sự nghiệp
Dương Quang Dược từng đảm nhiệm chức vụ Trung đoàn trưởng Trung đoàn Bộ binh mô tô Tây Tạng, Cục trưởng Cục Trang bị Quân khu Tây Tạng và Phó Tư lệnh Quân khu Tây Tạng.
Năm 2011, ông được bổ nhiệm làm Phó Tư lệnh kiêm Tham mưu trưởng Quân khu tỉnh Vân Nam. Tháng 7 năm 2011, ông được phong quân hàm Thiếu tướng. Tháng 1 năm 2015, ông được bổ nhiệm giữ chức Phó Cục trưởng Cục Trang bị Quân khu Thành Đô. Tháng 3 năm 2015,
ông được điều chuyển làm Tư lệnh Quân khu tỉnh Tứ Xuyên trực thuộc Quân khu Thành Đô. Tháng 7 năm 2015, ông được luân chuyển làm Tư lệnh Quân khu tỉnh Vân Nam; từ tháng 10 năm 2015, ông giữ chức Ủy viên Ban Thường vụ Tỉnh ủy Vân Nam, Tư lệnh Quân khu tỉnh Vân Nam.
Tháng 1 năm 2017, Dương Quang Dược được bổ nhiệm giữ chức Phó Tư lệnh Lực lượng Cảnh sát Vũ trang Nhân dân Trung Quốc. Ngày 24 tháng 10 năm 2017, tại Đại hội Đảng Cộng sản Trung Quốc lần thứ XIX, ông được bầu làm Ủy viên dự khuyết Ban Chấp hành Trung ương Đảng Cộng sản Trung Quốc khóa XIX. Ngày 5 tháng 2 năm 2018, tại Hội nghị toàn thể lần thứ nhất của Ủy ban Lực lượng Cảnh Vũ trang Nhân dân Trung Quốc Đảng Cộng sản Trung Quốc khóa 3, ông được bầu làm Ủy viên Thường vụ Đảng ủy Lực lượng Cảnh sát Vũ trang Nhân dân Trung Quốc.